# Torneio Pernambuco Bahia de 1956
O Torneio Rubem Moreira de 1956, mais conhecido como Torneio Pernambuco-Bahia foi uma competição interestadual realizada em 1956 com times do estado de Pernambuco e do estado da Bahia. O título foi conquistado pelo Santa Cruz.

## Participantes e regulamento
Foram convidados quatro clubes de cada estado participantes. Pernambuco representado por América, Náutico, Sport e Santa Cruz e a Bahia representada por Bahia, Botafogo, Galícia e Vitória. Todos os times se enfrentariam em jogos de ida e volta e o melhor classificado ao fim desses confronto seria o campeão.

## Jogos do Torneio Pernambuco Bahia de 1956
1ª Rodada (15.01.1956)
- BAHIA 2-1 BOTAFOGO - Fonte Nova [3]
- VITÓRIA 2-3 SPORT - Fonte Nova [3]
- SANTA CRUZ 2-1 AMÉRICA - Aflitos [3]
- NÁUTICO 4-1 GALÍCIA - Aflitos [3]

2ª Rodada (22.01.1956)
- SPORT 2-1 SANTA CRUZ - Aflitos [4]
- BOTAFOGO 4-2 NÁUTICO - Fonte Nova [4]
- BAHIA 3-1 GALÍCIA - Fonte Nova [5]
- AMÉRICA 1-0 VITÓRIA - Aflitos [4]

3ª Rodada (29.01.1956)
- NÁUTICO 2-1 SPORT - Aflitos [6]
- BAHIA 2-0 AMÉRICA - Fonte Nova [6]
- SANTA CRUZ 4-3 BOTAFOGO - Aflitos [6]
- GALÍCIA 1-1 VITÓRIA - Fonte Nova [6]

4ª Rodada (05.02.1956)
- AMÉRICA 2-1 NÁUTICO - Ilha do Retiro [7]
- GALÍCIA 0-1 SANTA CRUZ - Fonte Nova [8]
- SPORT 6-0 BAHIA - Ilha do Retiro [7]
- BOTAFOGO 4-2 VITÓRIA - Fonte Nova [8]

5ª Rodada (19.02.1956)
- AMÉRICA 1-1 BOTAFOGO - Aflitos [9]
- GALÍCIA 3-1 SPORT - Fonte Nova [9]
- VITÓRIA 1-0 BAHIA - Fonte Nova [9]
- SANTA CRUZ 2-0 NÁUTICO - Aflitos  [9]

6ª Rodada (26.02.1956)
- SANTA CRUZ 0-3 BAHIA - Aflitos [10]
- VITÓRIA 1-1 NÁUTICO - Fonte Nova  [10]
- AMÉRICA 4-2 SPORT - Aflitos [10]
- GALÍCIA 3-1 BOTAFOGO - Fonte Nova  [10]

7ª Rodada (04.03.1956)
- GALÍCIA 3-2 AMÉRICA - Fonte Nova [11]
- SPORT 4-3 BOTAFOGO - Ilha do Retiro [11]
- BAHIA 2-2 NÁUTICO - Fonte Nova [11]
- SANTA CRUZ 4-0 VITÓRIA - Ilha do Retiro [11]

## Classificação
| 1 | Santa Cruz | 7 | 5 | 0 | 2 | 15 |
| 2 | Bahia      | 7 | 4 | 1 | 2 | 13 |
| 3 | Sport      | 7 | 4 | 0 | 3 | 12 |
| 4 | América-PE | 7 | 3 | 1 | 3 | 10 |

| Campeão do Torneio Pernambuco-Bahia de 1956 |
| ------------------------------------------- |
| Santa Cruz                                  |